# 이선호 (정치인)
이선호(李先鎬, 1960년 10월 4일 ~ )은 대한민국의 정치인이다. 제7대 울산광역시 울주군수이다.

## 학력
- 구영초등학교 졸업
- 범서중학교 졸업
- 울산고등학교 졸업
- 울산대학교 행정학 학사

## 경력
- SK노동조합 민주화추진위원회 초대 의장
- 제16대 대통령선거 새천년민주당 노무현후보 국민참여운동 울산본부 본부장
- 대통합민주신당 제17대 대통령 후보 경선 유시민후보 울산선거대책본부 본부장
- 국민참여당 울산광역시당 위원장
- 친환경 무상급식 풀뿌리 울산연대 공동대표
- 한미FTA저지 울산운동본부 공동대표
- 통합진보당 울산광역시당 공동위원장
- 2018.07 ~ 2022.06: 제7대 울산광역시 울주군수(민선 7기, 더불어민주당, 초선)
- 2022.08 ~ 2025.06: 더불어민주당 울산광역시당 울주군 지역위원회 위원장
- 2022.08 ~ 2025.06: 더불어민주당 울산광역시당 위원장(연임)
- 2023.06 ~ 2023.08: 더불어민주당 혁신위원회 위원
- 2025.06 ~ : 대통령비서실 정무수석비서관실 자치발전비서관

## 전과
- 교통사고처리특례법위반, 도로교통법위반: 벌금 1,500,000원 - 1996년 5월 13일 선고[1]

## 역대 선거 결과
|  | 22.57% |

|  | 36.34% |

|  | 49.77% |

|  | 41.19% |

|  | 46.51% |